# Алсат М
Алсат М — северомакедонский телеканал, вещающий на албанском и македонском языках.

## История
Вещание канала "Алсат М" началось 1 марта 2006 года на албанском языке, на македонском языке программы стали выходить 1 июня.

## Сетка вещания
Телеканал делает основу на информационные программы различного формата, однако также выпускает образовательные, культурные и спортивные передачи и показывает полнометражные фильмы, документальные фильмы и программы для молодёжи. Также канал транслирует ток-шоу на разные общественные темы.
Вещание ведётся в основном на албанском языке. Блок на македонском языке начинает вещание с 22:30 до 23:00. Новости выходят на албанском языке в выпуске длительностью 30 минут. Документальные фильмы выходят на албанском и македонском языке.